# Antoine François Marmontel
Antoine François Marmontel (Clermont-Ferrand, 16 luglio 1816 – Parigi, 16 gennaio 1898) è stato un pianista e compositore francese.

## Biografia
Fu allievo di Jacques Fromental Halévy e di Jean-François Lesueur. Dal 1837 al 1887 insegnò pianoforte al Conservatorio di Parigi. Fra i suoi allievi ci furono Georges Bizet, Claude Debussy, Vincent d'Indy, Isaac Albéniz e il musicologo Camille Bellaigue.